# Большая Ширяевская улица
Больша́я Ширя́евская у́лица — улица, расположенная в Восточном административном округе города Москвы на территории района Сокольники.

## История
Улица получила своё название в XIX веке по расположению на территории Ширяева поля, которое в свою очередь получило название, согласно преданию, по кличке сокола Ширяй, с которым любил охотиться в Сокольниках царь Алексей Михайлович и который разбился на этом поле. Определение «Большая» отличает улицу от соседней Малой Ширяевской улицы.

## Расположение
Большая Ширяевская улица, являясь продолжением Ляминского проезда, проходит от Богородского шоссе на юго-восток, пересекает 2-й Ширяевский переулок, затем к ней с юго-запада примыкают до Большая Тихоновская и Малая Тихоновская улицы, Большая Ширяевская улица проходит далее до Большой Оленьей улицы и Малого Оленьего переулка. Нумерация домов начинается от Богородского шоссе.

## Примечательные здания и сооружения
По нечётной стороне:
По чётной стороне:

## Транспорт

### Трамвай
- 4: от Богородского шоссе до Большой Оленьей улицы.
- 25: от Богородского шоссе до Большой Оленьей улицы и обратно.

### Метро
- Станция метро «Преображенская площадь» Сокольнической линии — юго-восточнее улицы, на Преображенской площади на пересечении Большой Черкизовской улицы с Краснобогатырской улицей и улицей Преображенский Вал.
- Станция метро «Сокольники» Сокольнической линии и «Сокольники» Большой кольцевой линии (соединены переходом) — юго-западнее улицы, на Сокольнической площади.